# مسجد ومدرسة ابن تغري بردي
مسجد ومدرسة ابن تغري بردي هو مجمع جنائزي تاريخي لـ مسجد و مدرسة يقع في القاهرة ، مصر بني عام 1440م ، خلال سلطنة المماليك .

## وصفه
تقع مدرسة ابن تغرى بردى بحارة درب المقاصيص بحى الصاغة، وهي تشغل جزءا من أرض القصر الغربي الذي بناه الخليفة العزيز بالله الفاطمي لابنته ست الملك.
والمدرسة عبارة عن مستطيل إذ تبلغ مساحتها (20 × 8) مترا مربعا. وتقع واجهة المدرسة الرئيسية في الضلع الجنوبي حيث يوجد المدخل الرئيسى للمدرسة، ويتقدم المدخل مجموعة من الدرجات يبلغ عددها 8 تؤدى إلى ردهة (بسطة) صغيرة تتقدم المدخل، فهي إذن «المدارس المعلقة» إذ يشغل الطابق الأرضى مجموعة من الحوانيت التي يصرف ريعها على المدرسة.